# Вайохіну (Гаваї)
Вайохіну (англ. Waiohinu) — переписна місцевість (CDP) в США, в окрузі Гаваї штату Гаваї. Населення — 198 осіб (2020).

## Географія
Вайохіну розташований за координатами 19°4′17″ пн. ш. 155°36′51″ зх. д. / 19.07139° пн. ш. 155.61417° зх. д. (19.071524, -155.614252).  За даними Бюро перепису населення США в 2010 році переписна місцевість мала площу 3,54 км², уся площа — суходіл.

## Демографія
Згідно з переписом 2010 року, у переписній місцевості мешкало 213 осіб у 63 домогосподарствах у складі 51 родини. Густота населення становила 60 осіб/км².  Було 78 помешкань (22/км²).
Расовий склад населення:
| - 24,9 % — азіатів - 23,5 % — вихідців з тихоокеанських островів - 14,1 % — білих |

До двох чи більше рас належало 36,6 %. Частка іспаномовних становила 10,3 % від усіх жителів.
За віковим діапазоном населення розподілялося таким чином: 30,5 % — особи молодші 18 років, 54,9 % — особи у віці 18—64 років, 14,6 % — особи у віці 65 років та старші. Медіана віку мешканця становила 35,5 року. На 100 осіб жіночої статі у переписній місцевості припадало 108,8 чоловіків;  на 100 жінок у віці від 18 років та старших — 114,5 чоловіків також старших 18 років.
Середній дохід на одне домашнє господарство  становив 33 051 долар США (медіана — 30 875), а середній дохід на одну сім'ю — 38 870 доларів (медіана — 38 750). Медіана доходів становила 39 500 доларів для чоловіків та 26 875 доларів для жінок. За межею бідності перебувало 22,9 % осіб, у тому числі 19,4 % дітей у віці до 18 років та 0,0 % осіб у віці 65 років та старших.
Цивільне працевлаштоване населення становило 37 осіб. Основні галузі зайнятості: сільське господарство, лісництво, риболовля — 24,3 %, роздрібна торгівля — 18,9 %, освіта, охорона здоров'я та соціальна допомога — 18,9 %.